# Lalokia tetraspilota
Lalokia tetraspilota är en tvåvingeart som beskrevs av Hardy 1987. Lalokia tetraspilota ingår i släktet Lalokia och familjen borrflugor. Inga underarter finns listade i Catalogue of Life.